# Parroquia Don Rómulo Betancourt
Don Rómulo Betancourt es una parroquia civil ubicada en el Norte del Municipio Barinas, Barinas, Venezuela. Zona Norte de la ciudad de Barinas, limita al Norte con Larriva y el Municipio Obispos, al Sur con Alto Barinas y El Carmen, y al Este con el Centro. Con 47 717 habitantes, es la quinta parroquia más poblada del municipio.

## Avenidas
En el centro de la parroquia se encuentra el Obelisco y la redoma Industrial. La avenida Industrial es la industrial, destacando sus estaciones de servicio. La avenida Cruz Paredes es la zona comercial, destacando los bloques de apartamentos Palacio Fajardo. La avenida Intercomunal es la zona turística y de estaciones de servicio, destacando los barrios Guanapa y La Paz. La avenida Cuatricentenaria da acceso al destacamento 14, el palacio de Justicia y las universidades Bolivariana de Venezuela y Nacional Abierta. La avenida Rómulo Gallegos da acceso al estadio de béisbol Cuatricentenario.

## Demografía
Para 2001, el 48,63 % de la población de la Parroquia Alto Barinas es masculina. Con una edad media de 25,98, el 44,97 % tiene menos de veinte años, el 30,93 % tiene de 20 a 39 años, el 17,57 % tiene de 40 a 59 años, el 5,76 % tiene de 60 a 79 años, y el 0,79 % tiene más de ochenta años. Con una tasa de analfabetismo de 11,98 %, el 57,14 % no estudia, el 0,15 % tiene educación especial, el 3,48 % tiene educación preescolar, el 55,69 % tiene educación primaria, el 13,59 % tiene educación media, el 0,77 % tiene educación técnica media, el 3 % tiene educación técnica superior, y el 5,88 % tiene educación universitaria. Entre quienes estudian, el 5,92 % lo hace en instituciones privadas. Con una tasa de desempleo de 47,22 %, el 3,56 % es cesante, el 1,16 % busca empleo por primera vez, el 21,39 % es amo de casa, el 12,33 % estudia y no trabaja, el 2,15 % está jubilado o pensionado, y el 2,24 % está incapacitado para trabajar.
| Evolución demográfica |
|                       |
| Fuentes: INE, CNE     |

| Pirámide de población 2001 |         |       |         |      |
| %                          | Hombres | Edad  | Mujeres | %    |
| 0,13                       |         | 85+   |         | 0,21 |
| 0,19                       |         | 80-84 |         | 0,26 |
| 0,37                       |         | 75-79 |         | 0,39 |
| 0,53                       |         | 70-74 |         | 0,55 |
| 0,73                       |         | 65-69 |         | 0,83 |
| 1,1                        |         | 60-64 |         | 1,26 |
| 1,36                       |         | 55-59 |         | 1,5  |
| 1,89                       |         | 50-54 |         | 2,26 |
| 2,25                       |         | 45-49 |         | 2,77 |
| 2,68                       |         | 40-44 |         | 2,86 |
| 2,7                        |         | 35-39 |         | 3,14 |
| 3,33                       |         | 30-34 |         | 3,44 |
| 4,13                       |         | 25-29 |         | 4,33 |
| 4,88                       |         | 20-24 |         | 4,98 |
| 5,13                       |         | 15-19 |         | 5,61 |
| 5,69                       |         | 10-14 |         | 5,94 |
| 5,91                       |         | 5-9   |         | 5,75 |
| 5,64                       |         | 0-4   |         | 5,3  |